# Canton de Breteuil (Oise)
Pour les articles homonymes, voir Canton de Breteuil.
Le canton de Breteuil est une ancienne division administrative française située dans le département de l'Oise en région Picardie.

## Géographie

Situation du canton de Breteuil dans l'arrondissement de Clermont.

Ce canton a été organisé autour de Breteuil dans l'arrondissement de Clermont. Son altitude varie de 62 m (Paillart) à 176 m (Villers-Vicomte) pour une altitude moyenne de 113 m.
Il est bordé par les cantons de Maignelay-Montigny à l'est, Saint-Just-en-Chaussée au sud-est, Froissy au sud, Crèvecœur-le-Grand à l'ouest, Ailly-sur-Noye au nord et enfin Montdidier au nord-est. Il est traversé par la récente Autoroute française A16 ainsi que par la Route nationale 1 reliant Paris à Lille.

## Histoire
- De 1833 à 1848, les cantons de Breteuil et de Froissy avaient le même conseiller général. Le nombre de conseillers généraux était limité à 30 par département[1].

## Représentation

### Conseillers d'arrondissement (de 1833 à 1940)
| Période                                  | Période          | Identité                                          | Étiquette       | Qualité |
| ---------------------------------------- | ---------------- | ------------------------------------------------- | --------------- | --- |
| 1833                                     | 1847 (démission) | Charles Joseph Dumoulin (1792-1866)               |                 | Propriétaire, maire de Paillart                                                                             |
| 11 juil. 1847                            | 1848             | Octave Levavasseur (1781-1866)                    |                 | Ancien militaire, propriétaire à Breteuil                                                                   |
| 1848                                     | 1852             | M. Peaucellier                                    |                 | |
| 1852                                     | 1856 (démission) | Vast Norbert Debeauvais (1784-1858)               |                 | Ancien notaire, propriétaire à Bonneuil-les-Eaux                                                            |
| 13 juil. 1856                            | 1870             | Alfred Louis Joseph Cavé d'Haudicourt (1810-1873) |                 | Propriétaire, maire de Bonvillers                                                                           |
| 1870                                     | 1871             | Gustave Levavasseur                               |                 | Propriétaire à Breteuil                                                                                     |
| 1871                                     | 1874             | Nicolas Maurice Hacque-Hainselin (1825-1877)      |                 | Fabricant de tissus, maire d'Ansauvillers                                                                   |
| 1874                                     | 1880             | Marie-Armand-Anatole Hudault (1842-1932)          |                 | Ingénieur Polytechnique, propriétaire à Breteuil, ancien Sous-Préfet de Clermont                            |
| 1880                                     | 1886             | Henri Guibon                                      | Républicain     | Notaire, propriétaire, maire de Bonneuil-les-Eaux                                                           |
| 1886                                     | 1901 (décès)     | Augustin Daix (1824-1901)                         |                 | Ancien instituteur, maire de Chepoix                                                                        |
| 1901                                     | 1902 (décès)     | Pierre Bellemère (1847-1902)                      |                 | Cultivateur, maire de Chepoix                                                                               |
| 1902                                     | 1907             | Auguste Pathier                                   |                 | Maire de Paillart                                                                                           |
| 1907                                     | Nov.1929 (décès) | Comte Maurice de Guillebon (1858-1929)            |                 | Propriétaire et éleveur à Beauvoir                                                                          |
| 29 déc. 1929                             |                  | Auguste Bellemère (1882-1944)                     |                 | Cultivateur, maire de Chepoix                                                                               |
|                                          |                  |                                                   |                 | |
|                                          | 1940             | Maurice Lecomte                                   | Union nationale | Propriétaire à La Hérelle, maire de Plainville                                                              |
| 1940                                     |                  |                                                   |                 | Les conseils d'arrondissement ont été suspendus par la loi du 12 octobre 1940 et n'ont jamais été réactivés |
| Les données manquantes sont à compléter. |                  |                                                   |                 | |

### Conseillers généraux de 1833 à 2015
| Période | Période      | Identité                                     | Étiquette     | Qualité                                                                                     |
| ------- | ------------ | -------------------------------------------- | ------------- | ------------------------------------------------------------------------------------------- |
| 1833    | 1846 (décès) | Nicolas Stanislas Rançon (1780-1846)         |               | Propriétaire, colonel de la Garde Nationale et ancien conseiller municipal de Beauvais      |
| 1846    | 1848         | Frédéric Eugène Levavasseur (1813-1890)      |               | Inspecteur des Finances Directeur général de l'Enregistrement des Domaines et du Timbre     |
| 1848    | 1871         | Hermès Antoine Cavé d'Haudicourt de Tartigny |               | Ancien lieutenant au 15e Régiment de Dragons Propriétaire - Maire de Tartigny               |
| 1871    | 1886         | Gustave Levavasseur                          | Centre gauche | Propriétaire à Breteuil, conseiller d'arrondissement Député (1876-1877, 1878-1885)          |
| 1886    | 1902 (décès) | Henri Guibon                                 | Républicain   | Notaire, maire de Bonneuil-les-Eaux (1881-1896 et 1900-1902), conseiller d'arrondissement   |
| 1902    | 1933 (décès) | Victor Delpierre                             | Rad. puis URD | Médecin Maire d'Ansauvillers (1894-1933) Député (1906-1920) Sénateur (1920-1933)            |
| 1934    | 1940         | Pierre Derogy (1894-1978)                    | URD           | Agriculteur Conseiller municipal de Breteuil Nommé conseiller départemental en 1943         |
|         |              |                                              |               |                                                                                             |
| 1945    | 1958         | Edmond Geoffroy                              | DVD           |                                                                                             |
| 1958    | 1976         | Pierre Derogy                                | DVD           | Agriculteur, conseiller municipal de Breteuil                                               |
| 1976    | 2001         | Patrick Koster                               | PS            | Haut fonctionnaire Maire de Breteuil (1983-1995), suppléant du député Yves Rome (1997-2002) |
| 2001    | 2015         | Jean Cauwel                                  | DVD puis UMP  | Exploitant agricole Maire de Breteuil depuis 2014                                           |

## Composition
Le canton de Breteuil a groupé 23 communes et a compté 10 601 habitants (recensement de 1999 sans doubles comptes).
| Communes               | Population (2012) | Code postal | Code Insee |
| ---------------------- | ----------------- | ----------- | ---------- |
| Ansauvillers           | 1 049             | 60120       | 60017      |
| Bacouël                | 487               | 60120       | 60039      |
| Beauvoir               | 269               | 60120       | 60058      |
| Bonneuil-les-Eaux      | 805               | 60120       | 60082      |
| Bonvillers             | 191               | 60120       | 60085      |
| Breteuil               | 4 131             | 60120       | 60104      |
| Broyes                 | 112               | 60120       | 60111      |
| Chepoix                | 302               | 60120       | 60146      |
| Esquennoy              | 881               | 60120       | 60221      |
| Fléchy                 | 85                | 60120       | 60237      |
| Gouy-les-Groseillers   | 18                | 60120       | 60283      |
| La Hérelle             | 162               | 60120       | 60311      |
| Le Mesnil-Saint-Firmin | 117               | 60120       | 60399      |
| Mory-Montcrux          | 108               | 60120       | 60436      |
| Paillart               | 619               | 60120       | 60486      |
| Plainville             | 148               | 60120       | 60496      |
| Rocquencourt           | 161               | 60120       | 60544      |
| Rouvroy-les-Merles     | 45                | 60120       | 60555      |
| Sérévillers            | 92                | 60120       | 60615      |
| Tartigny               | 229               | 60120       | 60627      |
| Troussencourt          | 282               | 60120       | 60648      |
| Vendeuil-Caply         | 511               | 60120       | 60664      |
| Villers-Vicomte        | 142               | 60120       | 60692      |

## Démographie
| 1962  | 1968  | 1975  | 1982  | 1990  | 1999   | 2006   | 2011   | 2012   |
| ----- | ----- | ----- | ----- | ----- | ------ | ------ | ------ | ------ |
| 8 928 | 9 211 | 9 386 | 9 570 | 9 923 | 10 601 | 11 271 | 11 689 | 11 768 |